# شمشیربازی در المپیک تابستانی ۱۹۹۲ – سابر تیمی مردان
شمشیربازی در بازی‌های المپیک تابستانی ۱۹۹۲ – سابر تیمی مردان (انگلیسی: Fencing at the 1992 Summer Olympics – Men's team sabre) یکی از هشت رویداد شمشیرباری در بازی‌های المپیک تابستانی ۱۹۹۲ بود. این رویداد نوزدهمین دور مسابقات بود که از تاریخ ۶ تا ۷ اوت ۱۹۹۲ برگزار شد. در این رقابت‌ها ۵۹ شمشیرباز از ۱۲ کشور به رقابت پرداختند.